# San Francisco Tlacuilohcan
San Francisco Tlacuilohcan är en ort i Mexiko.   Den ligger i kommunen Yauhquemehcan och delstaten Tlaxcala, i den sydöstra delen av landet, 100 km öster om huvudstaden Mexico City. San Francisco Tlacuilohcan ligger 2 436 meter över havet och antalet invånare är 1 992.
Terrängen runt San Francisco Tlacuilohcan är huvudsakligen platt, men åt sydväst är den kuperad. Runt San Francisco Tlacuilohcan är det mycket tätbefolkat, med 1 177 invånare per kvadratkilometer. Närmaste större samhälle är Apizaco, 5,3 km öster om San Francisco Tlacuilohcan. Omgivningarna runt San Francisco Tlacuilohcan är en mosaik av jordbruksmark och naturlig växtlighet.